# Hồ Bafa
Hồ Bafa là một hồ nằm ở tây nam Thổ Nhĩ Kỳ, một phần của nó thuộc địa phận quận Milas của tỉnh Muğla còn phần phía bắc thuộc quận Söke của tỉnh Aydın. Hò này từng là một vịnh của biển Aegean cho tới tận thời kỳ cổ đại, khi lối thông ra biển dần dần bị bồi lấp bởi lượng phù sa do sông Büyük Menderes đưa tới. Vịnh, và sau này là hồ, trong thời kỳ đó được gọi là Latmus.
Bờ phía nam của hồ có đường cao tốc nối İzmir-Kuşadası-Söke tới các thị trấn như Milas và Bodrum cũng nằm ở phía nam. Bờ phía bắc của hồ, với các sườn dốc đứng được che phủ bằng các cây ô liu hoang dại hay bán thuần dưỡng, dường như vẫn còn nguyên vẹn cho tới nay.

## Lịch sử
Tại rìa bên trong nhất ở hướng đông bắc của hồ là làng Kapıkırı, cũng như các phế tích của Heraclea tại Latmus (đôi khi gọi là Heraclea tại Ionia), để phân biệt với các địa điểm Hy Lạp cổ đại khác cũng có tên là Heraclea. Chuỗi các núi của dãy núi Beşparmak (Dağları) - cũng gọi là Latmus thời cổ đại - nổi lên ở phía sau, che chở các phế tích không thể phục hồi của hàng chục tu viện có niên đại từ thời kỳ đế quốc Byzantin trên các sườn dốc của nó. Có một tu viện khác nằm trên một hòn đảo nhỏ trong hồ ngang qua làng.
Theo truyền thuyết, đây là nơi mà nữ thần mặt trăng Selene phải lòng và yêu "điên dại" chàng chăn cừu Endymion và đã thỉnh cầu thần Zeus làm cho chàng trai trẻ rơi vào giấc ngủ vĩnh cửu để chàng không già và đã sinh ra 50 người con gái từ những cuộc giao hoan ban đêm của nàng với người đàn ông trẻ đang ngủ này.

## Thư viện ảnh

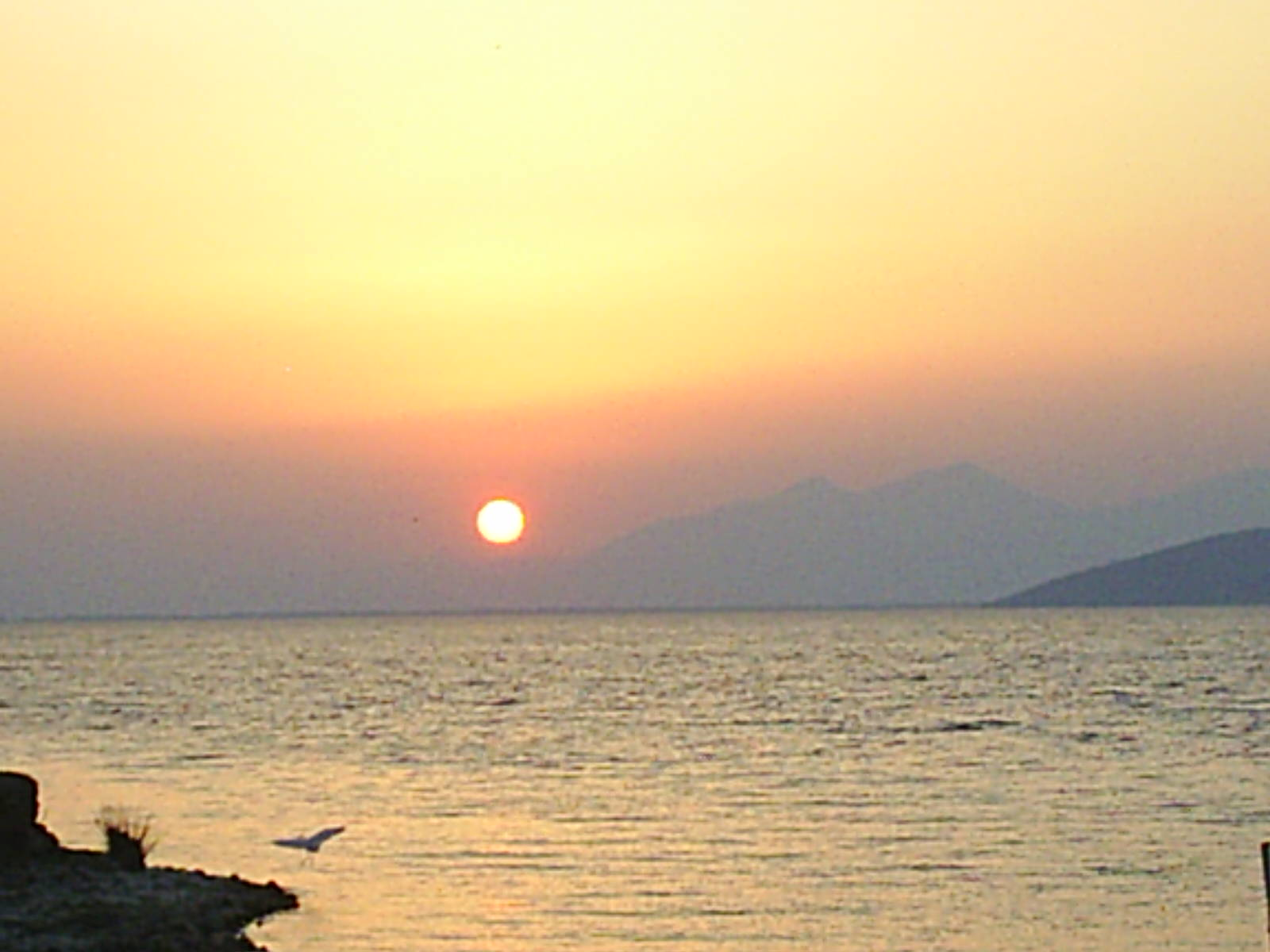
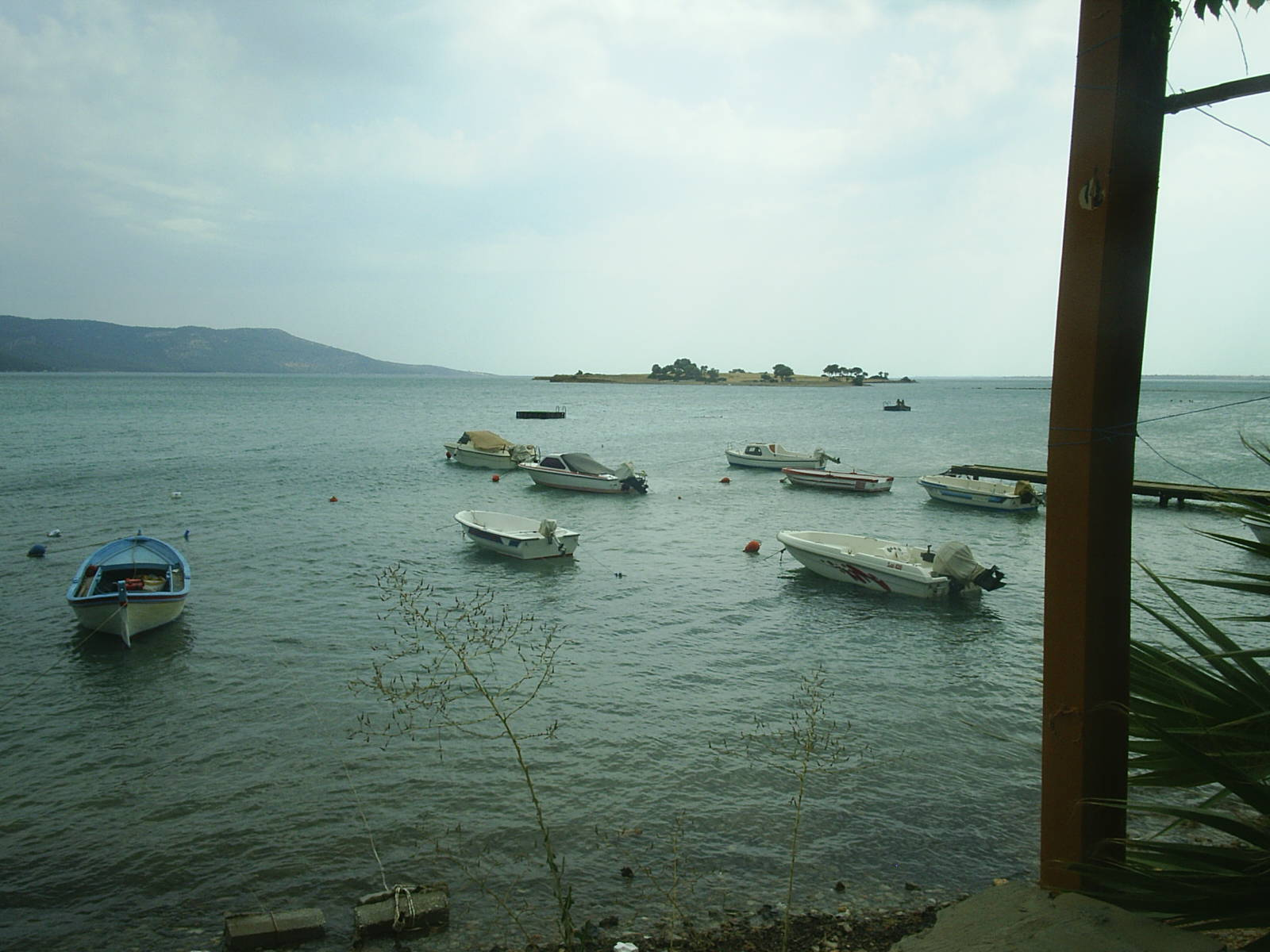
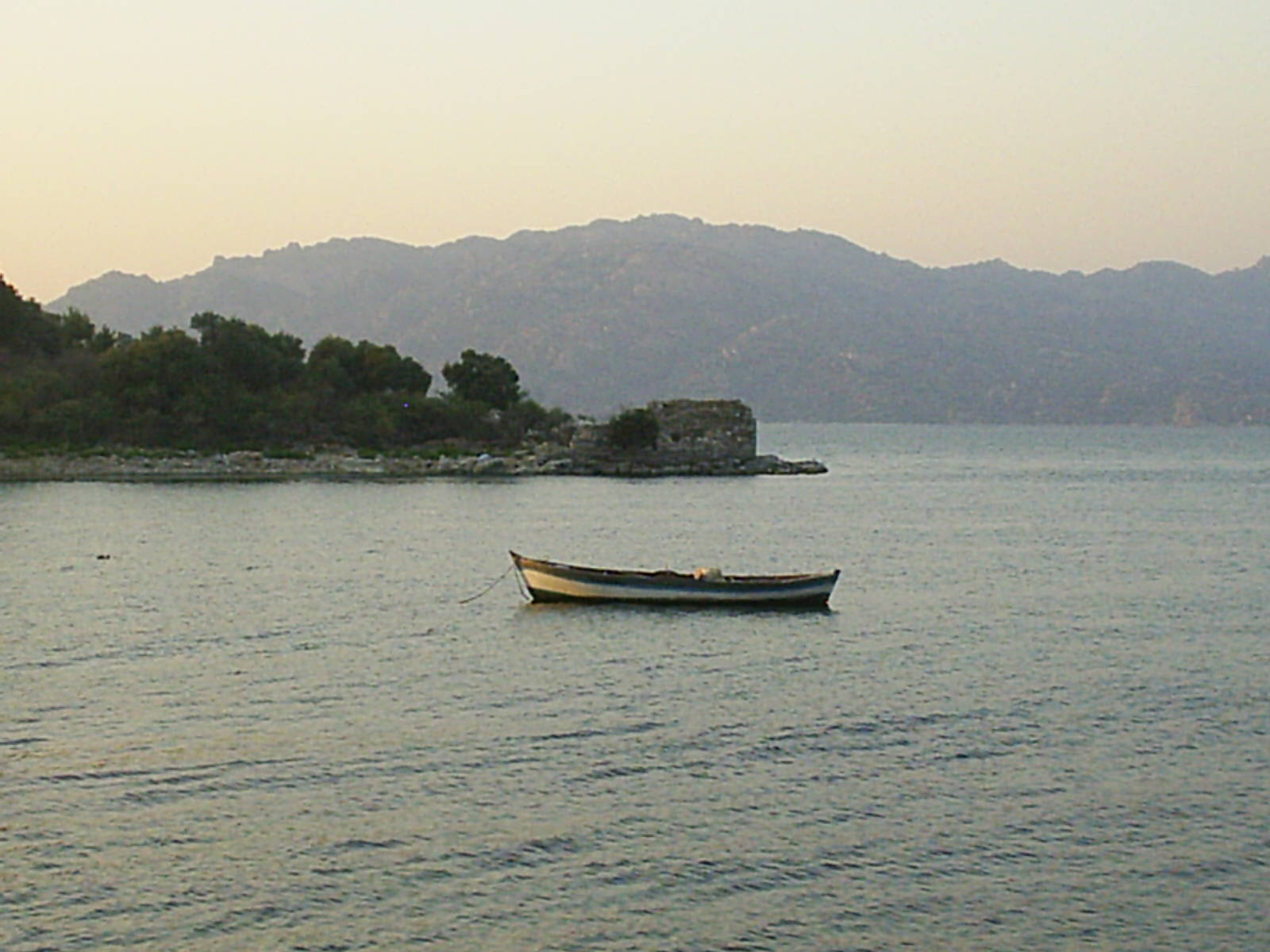
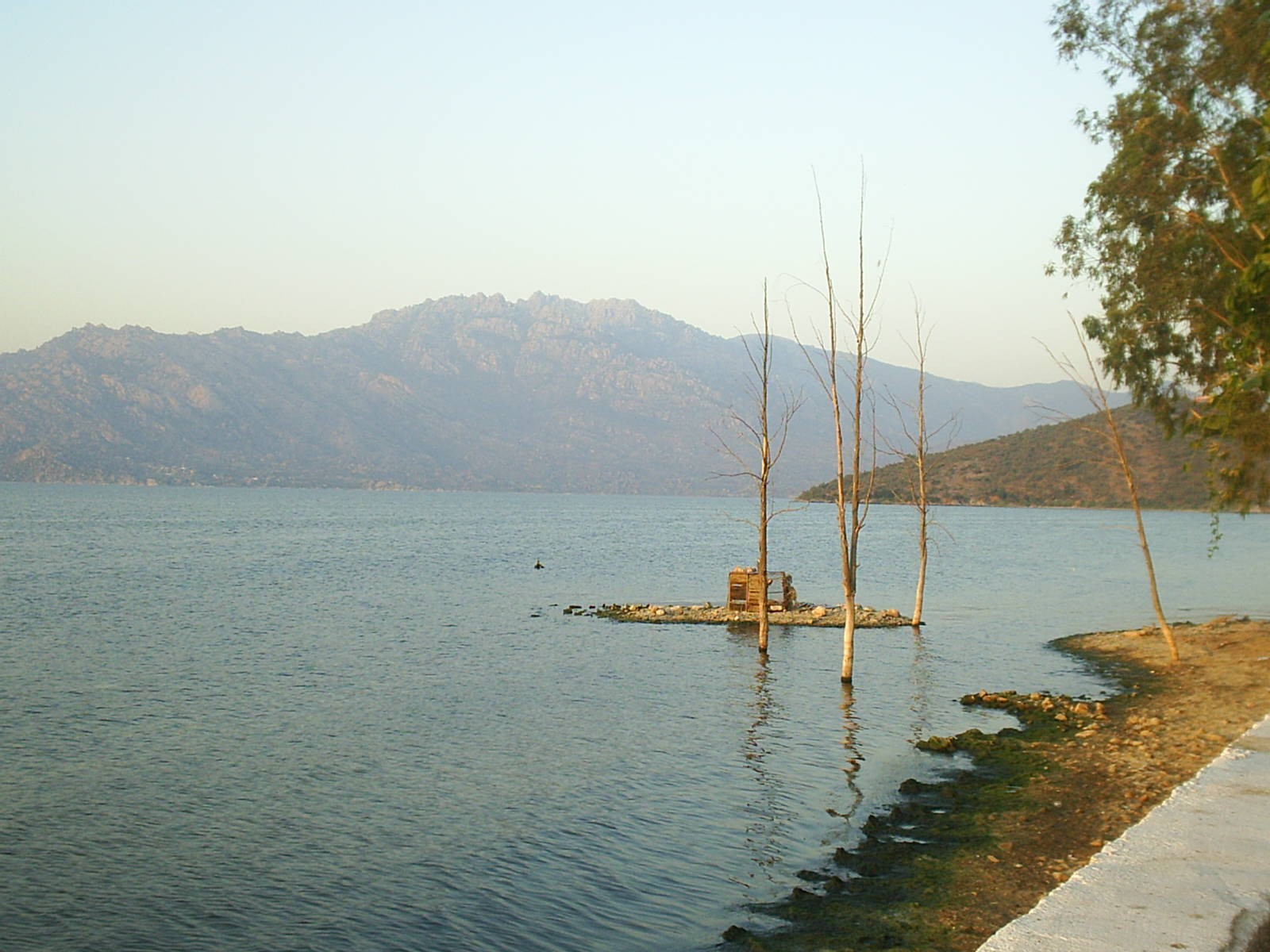